# Anthurium incurvum
Anthurium incurvum är en kallaväxtart som beskrevs av Adolf Engler. Anthurium incurvum ingår i släktet Anthurium och familjen kallaväxter. Inga underarter finns listade.